# Где свобода?
«Где свобода?» или «Там, где свобода» (итал. Dov'è la libertà...?) — кинофильм итальянского режиссёра Роберто Росселлини с комиком Тото в главной роли, вышедший на экраны в 1954 году.

## Сюжет
Парикмахер-ревнивец (Тото) целых двадцать лет отсидел за решёткой за убийство любовника своей жены. Выйдя на волю, он понимает, что в новом мире ему нечего делать: он не может найти работу и жильё, его родственники оказываются негодяями, а его возлюбленные далеко не столь идеальны, как он воображал. И он решает отправиться обратно в тюрьму, где чувствовал себя по-настоящему свободным…

## В ролях
- Тото — Сальваторе Лояконо
- Вера Мольнар — Аньезе
- Нита Довер — девушка с танцевального марафона
- Франка Фальдини — Мария
- Джакомо Рондинелла — заключенный-певец
- Леопольдо Триесте — Абрамо Пиперно
- Фернандо Милани — Отелло Торквати
- Винченцо Таларико — адвокат
- Эудженио Орланди — Ромоло Торквати
- Аугуста Манчини — сеньора Тереза
- Марио Кастеллани — прокурор
- Андреа Компаньони — Нандино Торквати
- Уго д'Алессио — судья